# Aline Bonjour
Aline Bonjour (* 5. Januar 1985 in Lausanne) ist eine ehemalige Schweizer Skirennfahrerin. Sie war auf die Disziplinen Slalom und Riesenslalom spezialisiert.

## Biografie
Bonjour nahm im Dezember 2000 erstmals an FIS-Rennen teil. Im Alter von 17 Jahren entschied sie sich definitiv für eine Karriere als Skifahrerin und gegen das Schwimmen, in dem sie ebenfalls gute Leistungen gezeigt hatte. Im Januar 2003 fuhr sie ihr erstes Rennen im Europacup, und bei den Juniorenweltmeisterschaften 2003 wurde sie Neunte in der Kombination. Nachdem sie sich im Januar 2004 aufgrund eines schweren Sturzes in der Europacup-Abfahrt von Innerkrems einen Kreuzbandriss zugezogen hatte, musste sie ein Jahr lang pausieren.
Die Saison 2005/06 war von eher durchschnittlichen Resultaten geprägt, mit Ausnahme ihres ersten Sieges in einem FIS-Rennen. Im Januar 2006 bestritt sie ihr erstes Rennen im Weltcup. Bereits bei ihrem zweiten Weltcuprennen, dem Slalom in der Sierra Nevada am 25. Februar 2007, fuhr sie als Siebte mitten in die Weltspitze. Einen Monat später wurde sie Schweizer Meisterin im Slalom und in der Kombination. Am 28. Dezember 2007 fuhr Bonjour in Lienz bei ihrem ersten Weltcup-Riesenslalom auf Platz 21.
Der überraschende siebente Platz in der Sierra Nevada blieb ihr bestes Weltcupresultat, das zweitbeste ist ein achter Platz im Slalom von Aspen am 30. November 2008. Im Riesenslalom blieb ein 14. Platz das beste Ergebnis. Bei den Weltmeisterschaften 2009 in Val-d’Isère erreichte Bonjour den zehnten Platz im Slalom. In der Weltcupsaison 2009/10 klassierte sie sich nur dreimal in den Punkterängen. Im darauf folgenden Winter gelang ihr dies nie, weshalb sie am 22. Februar 2011 ihren sofortigen Rücktritt bekanntgab.

## Erfolge

### Weltmeisterschaften
- Val-d’Isère 2009: 10. Slalom

### Juniorenweltmeisterschaften
- Briançonnais 2003: 9. Kombination, 14. Slalom, 16. Super-G, 23. Abfahrt, 38. Riesenslalom
- Bardonecchia 2005: 37. Super-G, 43. Riesenslalom

### Weltcup
- 6 Platzierungen unter den besten 15

### Europacup
- 3 Podestplätze

### Weitere Erfolge
- 2 Schweizer Meistertitel (Slalom und Kombination 2007)
- 7 Siege in FIS-Rennen